# Ákos Bertalan Apatóczky
Ákos Bertalan Apatóczky (vereinfachtes Chinesisch: 阿保矶; traditionelles Chinesisch: 阿保磯; Pinyin: Ābǎojī: Wade–Giles: A Pao-chi; geboren am 12. Juli 1974 in Budapest) ist ein ungarischer Sinologe und Mongolist, vor allem bekannt für seine historischen Sprachforschungen zu mittelmongolischen Quellen in chinesischer Schrift, derzeit Leiter der Abteilung für Sinologie am Institut für Orientalische Sprachen und Kulturen (Károli Gáspár University (KRE)), Leiter der KRE Sinology Research Group in Budapest, Ungarn, und Gastlehrer an der Universität Wien. Er ist ordentliches Mitglied der Academia Europaea und Sekretär des Komitees für Orientalistik der Ungarischen Akademie der Wissenschaften.

## Biografie
1998 schloss er sein Studium mit Auszeichnung an der Fakultät für Geisteswissenschaften der Eötvös-Loránd-Universität Budapest (MA in Mongolistik) ab. 2002 erhielt er auch einen MA in Sinologie mit „ausgezeichnet“. Von 1998 bis 2006 arbeitete Apatóczky als Forschungsstipendiat an der Ungarischen Akademie der Wissenschaften, Abteilung für Altaistik, als „Junior Researcher“-Stipendiat. Parallel dazu unterrichtete er Magister-Studiengänge chinesische und mongolische Geschichte und Linguistik an der Innerasiatischen Abteilung der Eötvös-Loránd-Universität. 2006 verteidigte er seine Doktorarbeit an der Doctoral School in Linguistic Sciences der Eötvös-Loránd-Universität. Für seine Doktorarbeit „Yiyu. The Deciphering of a Sixteenth Century Sino-Mongol Glossary“ wurde Apatóczky mit summa cum laude promoviert.
Zu seinen bedeutendsten Leistungen zählen die rekonstruierten mittelmongolischen Sprachdenkmäler, die ursprünglich in chinesischer Schrift verfasst wurden. Daneben bewies er, dass fast das gesamte Lexikon des chinesisch-mongolischen Glossars „Lulongsai lüe“, ein Militärtraktat der späten Ming, das bis vor kurzem als das reichste unter den ähnlichen Werken galt, tatsächlich aus anderen früheren Quellen kopiert wurde. Alle diese Quellen wurden 2016 in seinem Buch identifiziert, wobei jedes einzelne Stichwort (mehr als 1.400) des Lulongsai lüe-Glossars mit den Stichwörtern der ursprünglichen Werke abgeglichen wurde.
Neben seiner Tätigkeit an der Károli Gáspár Universität war er von 2017 bis 2020 auch Gastlehrer an der Fakultät für Altaistik der Universität Szeged. Im Jahr 2017 habilitierte er sich an der Eötvös-Loránd-Universität. Im selben Jahr war er Präsident der 60. Tagung der Ständigen Internationalen Altaistischen Konferenz. Er war Empfänger des „Taiwan Fellowship“-Stipendiums 2019 des Außenministeriums der R.O.C. Seit 2020 ist er Lehrstuhlinhaber des Instituts für Sinologie an der Fakultät für Orientalische Sprachen und Kulturen seiner Universität. 2019 wählte ihn die Academia Europaea zum ordentlichen Mitglied. Ab 2021 ist er Gastlehrer an der Universität Wien.

## Schriften (Auswahl)

### Monografien
- Hrsg. mit Christopher P. Atwood: Philology of the Grasslands. Essays in Mongolic, Turkic, and Tungusic Studies. Leiden, Boston: Brill, Leiden 2018. ISBN 978-90-04-35195-0
- The Translation Chapter of the Late Ming Lulongsai Lüe. Bilingual Sections of a Chinese Military Collection. Leiden, Boston : Brill, Leiden 2016. ISBN 978-90-04-30280-8
- Ákos Bertalan Apatóczky: Yiyu. An indexed critical edition of a 16th century Sino-Mongolian glossary. Leiden: Brill 2009.    (Languages of Asia. 5.) ISBN 978-1-905246-02-1

### Buchkapitel, Artikel (Auswahl)
- Early Mandarin profanity and its Middle Mongolian reflection in the vocabulary of the Wu Bei Zhi (武備志). In: Rocznik Orientalistyczny. 71: (2) S. 9–38 (2019)
- Recent developments on the decipherment of the Khitan Small Script. In: Acta Orientalia Academiae Scientiarum Hungaricae. 70: (2) S. 109–133 (2017) (mit Béla Kempf)
- Dialectal Traces in Beilu yiyu: The early Mongols: language, culture and history; Studies in honor of Igor de Rachewiltz on the occasion of his 80. birthday. Indiana University Uralic and Altaic series/173, S. 9–20, 2009.
- És a maradék... : Bolor-un gerel – Kristályfény: The Crystal-Splendour of Wisdom. Essays Presented in Honour of Professor Kara György’s 70th Birthday. Research Group for Altaic Studies, Department of Inner Asian Studies, 2007. S. 25–34. Budapest, 2007.

## Mitgliedschaften
- Academia Europaea (The Academy of Europe) (ordinary member)
- Committee on Oriental Studies at the Hungarian Academy of Sciences (Secretary)
- International Journal of Eurasian Linguistics (BRILL) (member of the editorial board)
- Languages of Asia (BRILL) (member of the editorial board)
- European Association for Chinese Studies (member)
- American Association for Chinese Studies (member)
- President of the Permanent International Altaistic Conference (2017)
- International Association of Chinese Linguistics (member)
- Societas Uralo-Altaica (member)
- Hungarian Society of Linguistics (member)
- Public body of the Hungarian Academy of Sciences (member)
- Alexander Csoma de Kőrös Society (member)
- Doctoral School in Linguistics, University of Szeged (inspector)
- Károli Gáspár University, Doctoral School of History (supervisor, inspector)
- Eötvös Loránd University of Sciences, Doctoral School of Philosophy (supervisor, inspector)
- University of Szeged, Doctoral School of History (inspector)